# Urosepsis
Urosepsis ist eine akute Infektion mit Bakterien aus dem Urogenitaltrakt. Diese treten von den Harnwegen über in die Blutbahn und verursachen dann die Sepsis („Blutvergiftung“). Bakterienprodukte, die sogenannten Toxine (bei grampositiven Bakterien), oder tote Bakterien (bei gramnegativen Bakterien) verursachen Schäden an der Gefäßhaut (Endothel), schlagen die Blutgefäße leck und verursachen häufig einen endotoxinbedingten septischen Schock.

## Ursachen und Krankheitsverlauf
Die Urosepsis hat oft eine zu Grunde liegende Ursache (z. B. ein Abflusshindernis), wie die Prostatahyperplasie, Nierensteine, bösartige Tumoren oder auch angeborene Fehlbildungen (z. B. Strikturen). Die dadurch entstehende Rückstauung von Harn in die Nieren ermöglicht den Übertritt von Erregern aus dem Urogenitaltrakt in die Blutbahn. Auch Zystennieren, Schwangerschaft, Zuckerkrankheit und Urin-Dauerkatheter gehören zu den prädisponierenden Faktoren.
Symptome sind immer die mit einer Entzündung verbundene Erhöhung der Körpertemperatur, manchmal aber auch eine Hypothermie. Zusätzlich beobachtet man ein Ansteigen der Herz- und Atemfrequenz (Tachykardie und Tachypnoe) bis zur Hyperventilation. Verbunden sind damit die Veränderungen im Blutbild, bedingt durch die Entzündung und Auffälligkeiten bei der Diurese. Bei schwerem Verlauf kann es zum Nierenversagen kommen, begleitet von Unruhe, Desorientiertheit bis zum Delirium.
Die Urosepsis ist ein komplexes, schweres Krankheitsbild, das unbehandelt innerhalb einiger Stunden bis Tage zum Tode führen kann. Laut Campbell’s Urology 2002 haben Studien gezeigt, dass dieses Syndrom ohne Schock eine Letalität von 13 % aufweist, die Sepsis mit Schock eine Letalität von 28 % und ein Schock nach der Sepsis gar eine Letalität von 43 % hat.

## Therapie

### Ursächliche Therapie
Je nach Krankheitsursache sind Operationen am Harntrakt zur Reduktion der Erregerkonzentration notwendig: Harnleiterschienen bei Harnstau, Abszessdrainage bei Nierenabszessen oder Harnblasenkatheter bei Harnverhalt.

### Antibiotika
Zur Wahl stehen unter anderem Cephalosporine der Gruppe 3a/b eventuell in Kombination mit einem Aminoglykosid oder alternativ Fluorchinolone mit hoher Urinausscheidung, Carbapeneme oder Acylaminopenicilline mit einem Beta-Lactamase-Inhibitor.
Wichtig ist der Erregernachweis mit anschließendem Antibiogramm, so dass die Therapie zielgerichtet erfolgen kann. Gerade E. coli hat häufig ungewöhnliche Resistenzen.